# Eungdaphara 1997
Reply 1997 (hangul: 응답하라 1997 - Eungdabhara 1997) ; também conhecida como Answer Me 1997) é uma telenovela sul-coreana exibida pela emissora tvN de 24 de julho a 18 de setembro de 2012, com um total de dezesseis episódios. É estrelada por Jung Eun-ji, Seo In-guk, Hoya, Eun Ji-won, Shin So-yul e Lee Si-eon. Seu enredo se concentra na vida de seis amigos em Busan, à medida que a linha do tempo se move entre o passado e o presente, tanto como alunos do ensino médio de 18 anos de idade em 1997 e seu presente aos 33 anos de idade no jantar de reencontro do ensino médio em 2012, onde um casal anunciará que vai se casar. Como a primeira parte da série Reply, também retrata a cultura extrema de fãs que surgiu nos anos 90, quando grupos de ídolos da primeira geração, como o H.O.T. e Sechs Kies, estavam no auge e o K-pop estava apenas começando a florescer.
O último episódio de Reply 1997 obteve na época de sua exibição, a maior audiência para um drama na televisão a cabo coreana, Além disso, a produção recebeu elogios de público e crítica por ser bem pesquisada, verdadeira e cheia de humor.

## Enredo
Situado na década de 1990, Reply 1997 segue a estudante do ensino médio Sung Shi-won (Jung Eun-ji), que idolatra a boyband H.O.T. e seus 5 amigos do ensino médio. Quando adolescente, Shi-won era obcecada por uma boyband. Agora com 33 anos, Shi-won e suas amigas estão revivendo suas memórias à medida que a reunião da escola se aproxima.

## Elenco

### Principal
- Jung Eun-ji como Sung Shi-won

Uma fangirl que vive para a boyband H.O.T. Shi-won é a última em sua classe e vive com a cabeça nas nuvens (quando seu pai exasperado pergunta o que ela vai ser quando crescer, a resposta totalmente sincera: "Eu vou ser a esposa do Tony oppa!"), mas ela também é franca e atrevida.
- Seo In-guk como Yoon Yoon-jae

É calmo e o primeiro em sua classe. Yoon-jae cresceu com Shi-won como se fossem irmãos, mas acaba se apaixonando por ela.
- Hoya como Kang Joon-hee

O melhor amigo de Yoon-jae, que de repente começa a passar muito tempo com Shi-won. Joon-hee é suave e doce, e adora dançar. Ele também abriga o segredo que é gay e é apaixonado por Yoon-jae.
- Shin So-yul como Mo Yoo-jung

É a melhor amiga de Shi-won e companheira das maluquices de fã. No começo gostava do H.O.T, mas depois mudou para o grupo rival Sechs Kies.
- Eun Ji-won como Do Hak-chan

Foi transferido de Seul. Ele é bom em esportes e tem uma invejável coleção de pornografia, mas sua única fraqueza são as meninas reais.
- Lee Si-eon como Bang Sung-jae

É o mais falante do grupo.
- Sung Dong-il como Sung Dong-il

Pai de Shi-won e treinador de beisebol dos Busan Seagulls.
- Lee Il-hwa como Lee Il-hwa

Mãe de Shi-won e uma dona de casa.
- Song Jong-ho como Yoon Tae-woong

Professor na escola que acaba por ser o irmão de Yoon-jae.

### Recorrente
- Noh Ji-yeon como Jang Dan-ji
- Jung Kyung-mi como Kyung-mi / "Eun Dokki" (Eun Axe)
- Kim Sun-ah como Kim Sun-ah / "Eun Gak-ha"

### Participações
- Tony Ahn como ele mesmo (ep 1, 3, 6)[31]
- Kim Gook-jin como ele mesmo (ep 1)
- Kim Ye-won como Sung Song-joo (ep 3, 4, 9)
- Moon Hee-joon como ele mesmo (voz) (ep 3)
- Yim Si-wan como ROTC chatmate (ep 4)
- Lee Yoon-seok como Gyu-gaeng, fornecedor de bungeoppang (ep 5)
- Kim Jong-min como motorista em acidente de carro (ep 5)
- Shin Bong-sun como presidente do fanclub do H.O.T. (ep 6)
- Jung Joo-ri como cliente do noraebang (ep 8)
- Jung Myung-ok como cliente do noraebang (ep 8)
- Kim Tae-won como cliente do noraebang (ep 8)
- Choo Min-ki como Choo Shin-soo (ep 8)
- Ryu Dam como Lee Dae-ho (ep 8)
- Park Cho-rong como Lee Il-hwa jovem em 1968 (ep 9)
- Kang Kyun-sung como Dong-il jovem em 1968 (ep 9)
- Yoon Bo-mi como Moon Jung-mi jovem em 1968 (ep 9)
- Son Jin-young como Joon-hyuk jovem em 1968 (ep 9)
- Yang Joon-hyuk como Yoon Joon-hyuk, pai de Yoon-jae (ep 9)
- Lee Yeon-kyung como Moon Jung-mi, mãe de Yoon-jae (ep 9)
- Kim Ki-wook como vendedor da loja de celular (ep 9)
- Park Ji-yoon como sexta irmã mais velha de Joon-hee no noraebang (ep 8) / sétima irmã mais velha em pojangmacha (ep 10)
- Yoon Hyung-bin como marido de Eun Gak-ha (ep 10)
- Yang Se-hyung como marido de Eun Dokki (ep 10)
- Ahn Young-mi como presidente do fanclub do Sechs Kies (ep 10)
- Kang Yumi como presidente do fanclub do H.O.T. (ep 10)
- Kim Dae-ju como PD com megafone (ep 10)
- Shin Dong-yup como MC do 1998 Golden Disk Awards (voz) (ep 10)
- Lee Jooyeon como doutor Lee Joo-won (ep 14, 16)
- Lee Sol-ji como apresentador de TV (ep 15)
- Go In-bum como tio de Dong-il (ep 15)
- G.NA como encontro às cegas (ep 15)
- Bae Da-hae como colega e amigo bebendo com Yoon-jae (ep 16)

## Trilha sonora
O drama não tinha uma banda sonora original. Então, como um agradecimento aos fãs da série, os atores principais Jung Eun-ji e Seo In-guk gravaram um mini trilha sonora chamada Love Story. Seo foi o vencedor da primeira temporada do programa musical Superstar K, e Jung é a principal vocalista do grupo de K-pop A Pink. Seu dueto na primeira parte foi um remake de 1990 do grupo Cool da canção "All For You." Seu dueto na parte 2 é um remake de "Just the Way We Love", da trilha sonora do filme de 1999 Love Wind Love Song.
Os dois singles ficaram no topo das paradas de sites de música on-line incluindo Gaon Singles Chart e Billboard K-Pop Hot 100, e "All For You" se tornou um dos singles best-seller do mesmo ano com 2.499.273 downloads. Jung e Seo também fizeram uma performance ao vivo no M! Countdown  em 6 de setembro de 2012, e em 19 de setembro, a canção "All For You" ficou em primeiro lugar em um outro programa de música, Music Triangle.
Devido à demanda popular, a CJ E&M finalmente lançou um "Edição do Diretor" da trilha sonora que dispõem dos 2 covers de Jung e Seo, bem como canções tocadas ao longo da série. Ele também incluiu um mini-álbum de fotos e um DVD por trás das cenas. Antes de seu lançamento oficial, o álbum vendeu 12.500 unidades através de pré-venda, superando o valor médio das vendas de trilha sonora de 5.000 cópias.
| Informações do álbum                                                                       | Lista de faixas |
| ------------------------------------------------------------------------------------------ | --- |
| Reply 1997 Director's Edition OST - Lançamento: 28 de setembro de 2012 - Gravadora: CJ E&M | Tracklisting 1. All For You - Seo In-guk and Jung Eun-ji 2. 우리 사랑 이대로 (Just the Way We Love) - Seo In-guk and Jung Eun-ji 3. 고백 (Confession) - Deli Spice 4. 슬픈 우리 젊은 날 (Our Sad Younger Days) - UNO 5. 애송이의 사랑 (Young Love) - Yangpa 6. 슬프도록 아름다운 (The Sadder, the More Beautiful) - K2 7. 바램 (Wish) - Toy 8. 사랑하는 너에게 (To You, the One I Love) - Sechs Kies 9. Pilot - Jung Yeon-joon 10. 눈물 (Tears) - Riaa 11. 왜 하늘은... (Why the Heavens...) - Lee Ji-hoon 12. 커플 (Couple) - Sechs Kies 13. To Heaven - Jo Sung-mo 14. 루비 (Ruby) - Fin.K.L 15. 메모리즈 (Memories) - Sa Joon |

## Recepção
Na tabela abaixo, os números azuis representam as audiências mais baixas e os números vermelhos representam as audiências mais elevadas.
| Episódio | Data de transmissão original | Título                                                | TNmS ratings        | TNmS ratings |
| Episódio | Data de transmissão original | Título                                                | Avaliação Média (%) | Pico (%)     |
| -------- | ---------------------------- | ----------------------------------------------------- | ------------------- | ------------ |
| 01       | 24 de julho de 2012          | Dezoito                                               | 1.20                | 1.80         |
| 02       | 24 de julho de 2012          | Tornando-se cada vez mais diferentes                  | 1.20                | 1.80         |
| 03       | 31 de julho de 2012          | O que você vê não é tudo                              | 1.20                | 1.70         |
| 04       | 31 de julho de 2012          | Jogo Limpo                                            | 1.20                | 1.70         |
| 05       | 7 de agosto de 2012          | Contra-ataque da vida                                 | 10.0                | 2.10         |
| 06       | 7 de agosto de 2012          | O amor faz você fazer coisas que você não faria antes | 10.0                | 2.10         |
| 07       | 14 de agosto de 2012         | As esperanças futuras                                 | 3.25                | 4.56         |
| 08       | 14 de agosto de 2012         | Dia D                                                 | 3.25                | 4.56         |
| 09       | 21 de agosto de 2012         | The Thread of Fate                                    | 3.00                | 3.80         |
| 10       | 21 de agosto de 2012         | A razão que eu gosto de você                          | 3.00                | 3.80         |
| 11       | 28 de agosto de 2012         | A definição de Relacionamentos                        | 3.46                | 4.43         |
| 12       | 28 de agosto de 2012         | O significado de uma mão                              | 3.46                | 4.43         |
| 13       | 4 de setembro de 2012        | Próxima Vez ... Não, agora                            | 3.70                | 4.70         |
| 14       | 4 de setembro de 2012        | O coração é o que faz você amar                       | 3.70                | 4.70         |
| 15       | 11 de setembro de 2012       | Enquanto você estava amando                           | 4.17                | 5.52         |
| 16       | 18 de setembro de 2012       | Porque primeiros amores não funcionam                 | 7.55                | 9.47         |

## Impacto
Reply 1997 consistiu principalmente de cantores ídolos com pouca experiência na atuação. Mas, com forte boca a boca, logo ganhou reconhecimento como uma produção de alta qualidade com um sentido distinto de identidade, tornando-se um show zumbido-digno "síndrome" (significado gíria coreana, um verdadeiro sucesso com uma base de fãs ardente).
Como o cabo coreano mostra geralmente considerada bem sucedida se bater 1%, Reply 1997  tomou classificações como uma tempestade, e recebeu uma imensa quantidade de atenção e elogios da crítica. O show foi creditado para a sua laser-sharp atenção ao detalhe, re-criando o final dos anos 90, com uma precisão que tem fãs cantando seus louvores.
Também foi um sucesso digital, recebendo mais de um milhão de hits depois que foi disponibilizado para download e streaming na internet e site móvel Tving. Isto foi atribuído ao fato de que Reply 1997 foi ao ar em uma rede a cabo (canal de televisão paga), de tal forma que vários espectadores não foram capazes de vê-lo ao vivo.
Com maioria dos dramas coreanos sendo gravados na capital Seul, outro dos encantos do show é a sua gravação e a sua definição em Busan, que é tratada de fato como uma localidade. O realismo é ajudado pelo fato de que grande parte do elenco principal é, na verdade, da região, que falam com autêntico dialeto Gyeongsang. O diálogo também usa gírias e expressões locais.
Mas nostalgia e atenção meticulosa aos detalhes dos anos 90 é apenas parte do apelo do show. Os fãs também ficaram intrigados com as pistas que as cenas de 2012 deram em intervalos regulares sobre quem acaba juntos, bem como torções sutis dos episódios. E a sua maneira inteligente, espirituosa de abordar as dores do crescimento de seu elenco adolescente faz com que seja tão relevante no presente como ele estava de volta no cenário final dos anos 90 de sua trama principal. As audiências têm elogiado intimidade e realismo do show, com uma sinceridade que se conecta com as pessoas - mesmo os que estão fora dessa geração em particular.
Seo In-guk, Eun Ji-won, Lee Si-eon e Shin So-yul sediaram o episódio de 15 de setembro de 2012 do show de comédia Saturday Night Live Korea, que incluiu esquetes que parodia cenas em sua série. Em 20 de setembro de 2012, um especial foi ao ar no enews caracterizando por trás das cenas.
A novelização foi publicada em janeiro de 2013.
O diretor Shin Won-ho re-editou todos os 16 episódios para um DVD especial, lançado em fevereiro de 2013. Ele também incluiu 358 minutos de exclusiva behind-the-scenes, bem como comentários do diretor e atores.

## Prêmios e indicações
| Ano  | Prêmio                           | Categoria                   | Beneficiário                             | Resultado | Ref           |
| ---- | -------------------------------- | --------------------------- | ---------------------------------------- | --------- | ------------- |
| 2012 | Style Icon Awards                | Top 10 Style Icons          | Seo In-guk e Jung Eun-ji                 | Venceu    | [ 73 ] [ 74 ] |
| 2012 | Korea Drama Awards               | Prêmio de Melhor Casal      | Seo In-guk e Jung Eun-ji                 | Venceu    | [ 75 ] [ 76 ] |
| 2012 | Mnet Asian Music Awards          | Melhor Trilha Sonora        | "All For You" – Seo In-guk e Jung Eun-ji | Venceu    | [ 77 ] [ 78 ] |
| 2012 | K-Drama Star Awards              | Acting Award, Actress       | Jung Eun-ji                              | Indicado  |               |
| 2012 | K-Drama Star Awards              | Prêmio Estrela em Ascensão  | Seo In-guk                               | Venceu    | [ 79 ]        |
| 2012 | K-Drama Star Awards              | Prêmio Estrela em Ascensão  | Jung Eun-ji                              | Venceu    | [ 79 ]        |
| 2012 | K-Drama Star Awards              | Melhor Trilha Sonora        | "All For You" – Seo In-guk e Jung Eun-ji | Venceu    | [ 79 ]        |
| 2012 | K-Drama Star Awards              | Prêmio de Melhor Casal      | Seo In-guk e Jung Eun-ji                 | Venceu    | [ 79 ]        |
| 2012 | Melon Music Awards               | Melhor Trilha Sonora        | "All For You" – Seo In-guk e Jung Eun-ji | Venceu    | [ 80 ] [ 81 ] |
| 2012 | Remarkable Awards                | Melhor Drama                | Reply 1997                               | Indicado  | [ 82 ]        |
| 2012 | Remarkable Awards                | Melhor Ator                 | Seo In-guk                               | Indicado  | [ 82 ]        |
| 2013 | Cable TV Broadcasting Awards     | Grande Prêmio (Daesang)     | Reply 1997                               | Venceu    |               |
| 2013 | Baeksang Arts Awards             | Melhor Ator Revelação (TV)  | Seo In-guk                               | Indicado  | [ 83 ]        |
| 2013 | Baeksang Arts Awards             | Melhor Atriz Revelação (TV) | Jung Eun-ji                              | Venceu    | [ 84 ] [ 85 ] |
| 2013 | Baeksang Arts Awards             | Melhor Roteiro (TV)         | Lee Woo-jung                             | Indicado  | [ 86 ]        |
| 2013 | Seoul International Drama Awards | Melhor Série Dramática      | Reply 1997                               | Indicado  | [ 87 ] [ 88 ] |

## Spin-offs
Outra série do mesmo escritor e diretor, intitulada Reply 1994, foi produzida em 2013. Situada em um campus universitário, segue os eventos da cultura pop daquele ano, incluindo o surgimento do grupo Seo Taiji and Boys e a mania do basquete da época. Ele também estrelou Sung Dong-il e Lee Il-hwa, mas como diferentes personagens. Membros do elenco mais novo Jung Eun-ji, Seo In-guk, Hoya, Lee Si-eon, Shin So-yul, Eun Ji-won e Lee Jooyeon reprisaram seus papéis como aparições especiais.
Um segundo spin-off, Reply 1988, foi exibido em 2015. Os atores Sung Dong-il e Lee Il-hwa novamente se juntaram ao elenco. Situada em um bairro de Seul, seu enredo é mais focado nos laços familiares dos personagens, em que um grupo de cinco jovens, vivenciam o ano em que a Coreia do Sul recebeu a 24ª edição dos Jogos Olímpicos de Verão e o fim da década de 1980.  

## Remake
Um remake estadunidense, intitulado Answer Me 1999, está em desenvolvimento pela Fox, escrito por Amy Andelson e Emily Meyer (Step Up 3D), com o episódio piloto dirigido por Jon M. Chu.